# Zhou Xiaochuan
Zhou Xiaochuan (Chino: 周小川; pinyin: Zhōu Xiǎochuān) (nacido el 29 de enero de 1948) es un economista chino, banquero, y reformista. Como gobernador del Banco Popular Chino desde diciembre de 2002, ha estado a cargo de la política monetaria de la República Popular de China.
Ha ocupado anteriores puestos de liderazgo en las organizaciones de comercio y las finanzas, tales como vicegobernador del Banco Popular Chino, director de la State Administration of Foreign Exchange, gobernador del Banco de Construcción de China y presidente de la Comisión Reguladora de Valores de China. Zhou está asociado con Zhu Rongji y la Clique de Shanghái de los políticos.
Zhou es una de las figuras económicas más influyentes en el mundo y clasificó cuarto en la Foreign Policy en el informe Top 100 de pensadores Globales de diciembre de 2010.
Zhou ha publicado una docena de monografías y más de cien artículos académicos en revistas chinas e internacionales. Sus artículos "La reconstrucción de la relación entre la empresa y el banco", "Seguridad social: reforma y recomendaciones políticas" y el libro de marcha hacia un sistema económico abierto (走向 开放 型 经济) han ganado todos premios en China.
Su carrera se ha dedicado a la reforma económica. Para ello, Zhou ha tenido una preferencia por la contratación de personas educadas y entrenadas en el extranjero (conocida localmente como "las tortugas marinas"), que tienen experiencia real de los mercados capitalistas.
Como principal autoridad bancaria, Zhou se encarga de administrar 865 mil millones dólares en malos préstamos del sistema bancario chino. Recientemente (a partir de octubre de 2010) también ha estado bajo presión de los ministros de finanzas y banqueros centrales de los países del G7, para que revalúe el renminbi y cambiar su mecanismo en el establecimiento de los tipos de cambio.

## Educación
Zhou Xiaochuan, se graduó del Instituto de Tecnología Química de Beijing (actualmente la Universidad de Beijing en tecnología química) en 1975 y recibió un doctorado en ingeniería de sistemas económicos de la Universidad Tsinghua en 1985.

## Reforma internacional del sistema monetario
El 24 de marzo de 2009, Zhou dio un discurso titulado Reforma del Sistema Monetario Internacional, en el que sostenía que la actual crisis financiera se hizo más grave por las debilidades inherentes del actual sistema monetario internacional y pidió un cambio gradual hacia el uso de Derechos Especiales de Giro del FMI como moneda de reserva mundial de gestión centralizada. Sostuvo que esto abordaría las insuficiencias de la utilización de una moneda nacional como moneda de reserva mundial, sobre todo el Dilema de Triffin - el dilema que enfrentan los países emisores para tratar de alcanzar simultáneamente sus objetivos de política monetaria interna y satisfacer la demanda de otros países por moneda de reserva. Zhou explicó que una diversificación de moneda global era necesaria debido a un exceso de concentración de activos extranjeros denominados en dólares puede dar lugar a consecuencias no deseadas. Zhou argumentó que era lamentable que la previsora propuesta Bancor de John Maynard Keynes no fue aprobada en Bretton Woods en la década de 1940.

Zhou afirmó también la creciente confianza de China en sus propias filosofías de gobernanza financiera. Criticó a los dirigentes occidentales por permitir que sus sectores bancarios se descarriaran debido a las malas regulaciones.